# GT World Challenge Europe Endurance Cup

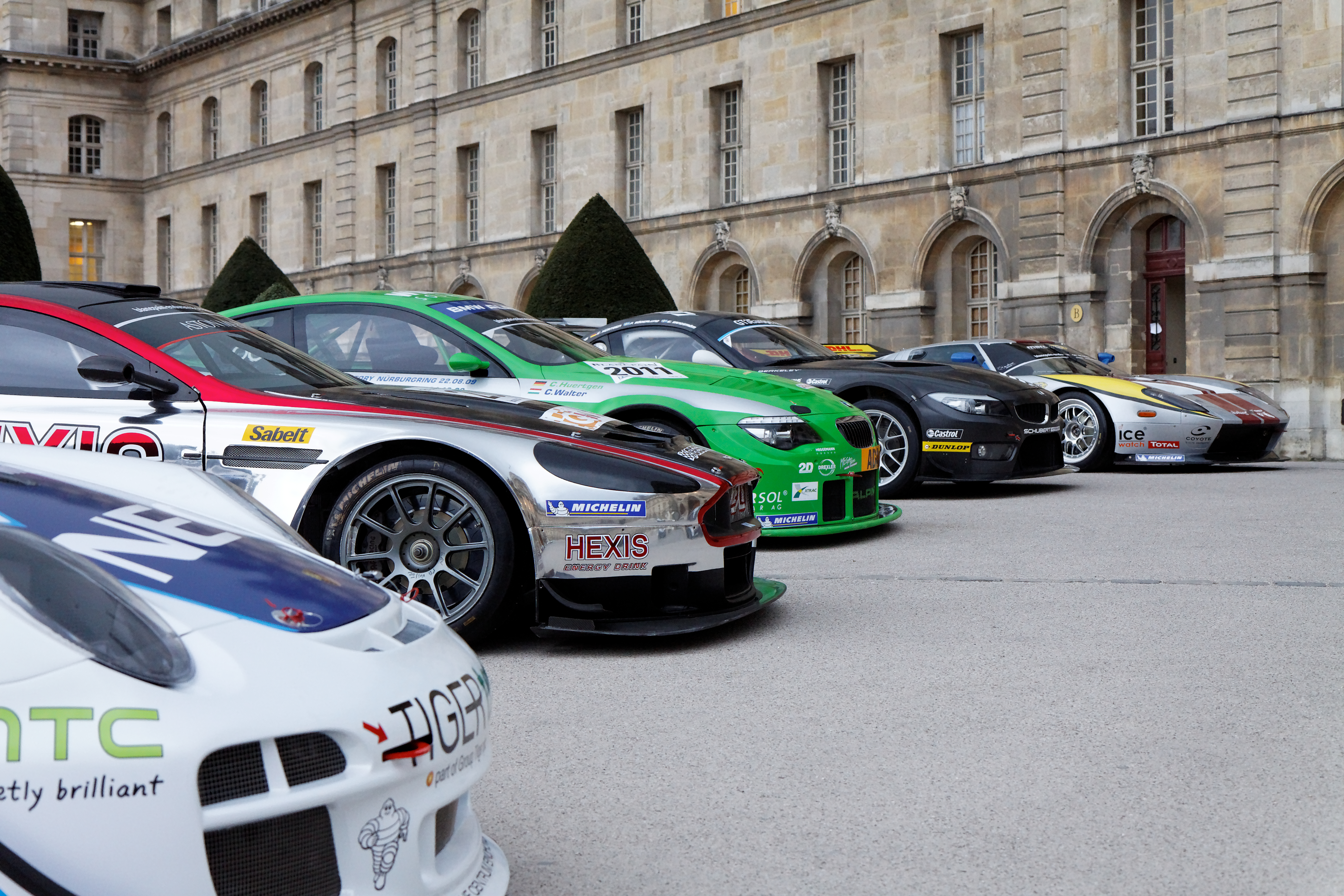
Presentation of the inaugural 2011 Blancpain Endurance Series season

GT World Challenge Europe Endurance Cup (anteriormente Blancpain Endurance Series) é um campeonato de corridas de resistência de carros grand tourer organizado pela Stéphane Ratel Organisation (SRO) e o Royal Automobile Club of Belgium (RACB) com a aprovação da Fédération Internationale de l'Automobile (FIA). É disputada por GT's com a especificação FIA GT3. O campeonato é patrocinado pela fabricante suíço de relógios Blancpain, e o Lamborghini Super Trofeo serve como corrida de suporte.

## Formato

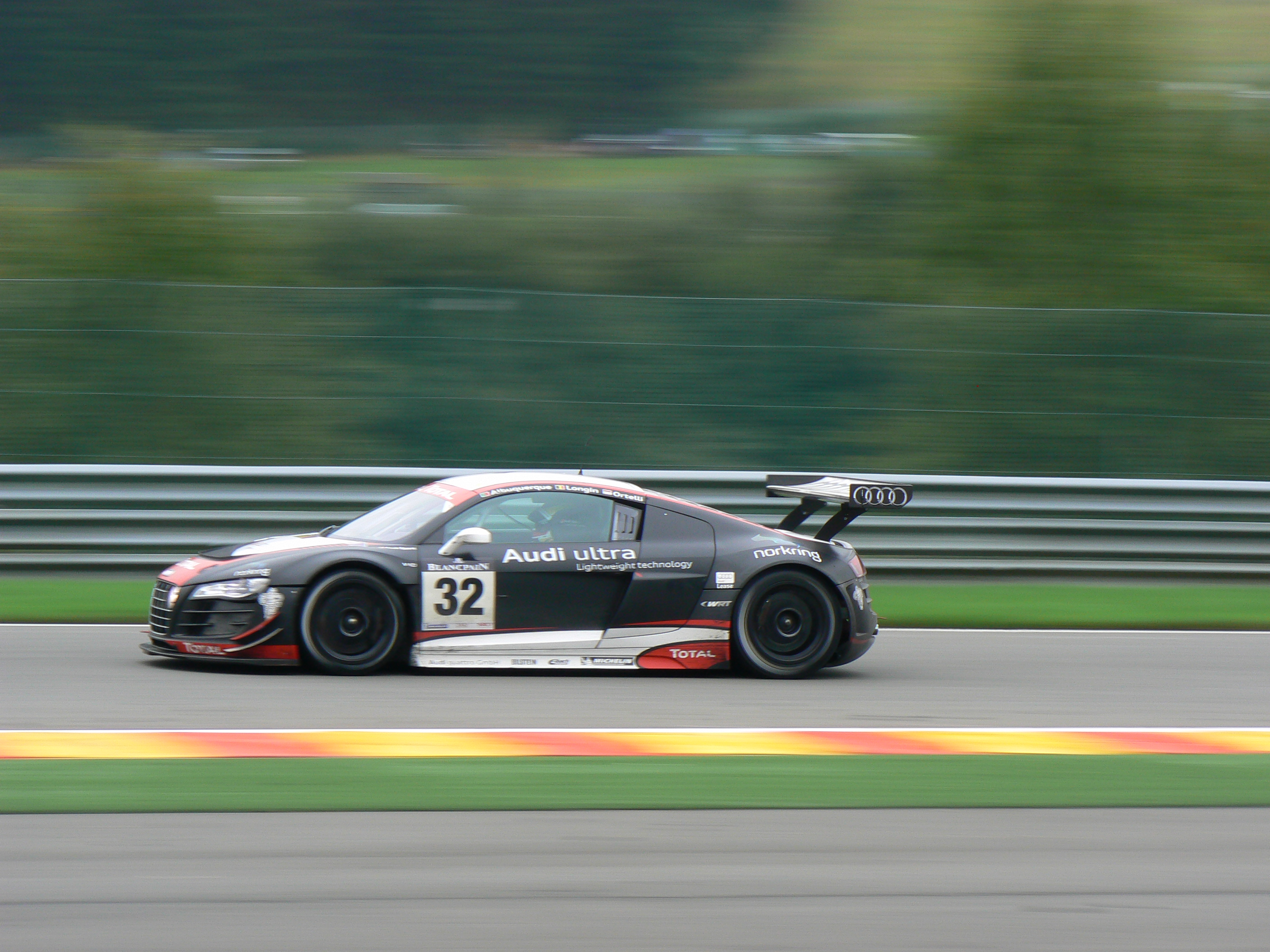
Audi R8 LMS na Blancpain Endurance Series

The Blancpain Endurance Series recuperou algumas corridas do antigo campeonato FIA GT, como as corridas de 3 horas em circuitos europeus como o Monza e Silverstone, assim como a continuação das 24 Horas de Spa. As corridas contemplam cinco classes derivadas dos carros GT3, GT4, e Supersport, com os carros de GT3 divididos numa classe para pilotos profissionais (GT3 Pro), uma classe mista para profissionais e amadores (GT3 Pro-Am), e uma classe para gentleman drivers que participem com carros com pelo menos um ano de existência. Os carros de GT4e supersport corriam em categorias à parte.
Em 2012, as categorias GT4 e Supersport foram suspensas. Em 2013, as grelhas de partida atingiam regularmente os 60 carros.
O campeonato utilizar uma balance of performance (BoP) e pesos de handicap para nivelar a performance dos diversos carros.

## Campeões

### Pilotos
| Ano  | Pro Cup (2011–2015) Geral (2016–)                      | Silver Cup                                        | Pro-Am Cup                                             | Gentlemen Trophy (2011–2014) Am Cup (2015–)                 | GT4                                           |
| ---- | ------------------------------------------------------ | ------------------------------------------------- | ------------------------------------------------------ | ----------------------------------------------------------- | --------------------------------------------- |
| 2011 | Greg Franchi                                           | Não realizada                                     | Louis Machiels Niek Hommerson                          | Georges Cabannes                                            | Jordan Tresson Alex Buncombe Christopher Ward |
| 2012 | Stéphane Ortelli Christopher Haase Christopher Mies    | Não realizada                                     | Louis Machiels Niek Hommerson                          | Robert Hissom Pierre Hirschi                                | não realizada (descontinuada)                 |
| 2013 | Maximilian Buhk                                        | Não realizada                                     | Lucas Ordóñez                                          | Jean-Luc Beaubélique Patrice Goueslard Jean-Luc Blanchemain | não realizada (descontinuada)                 |
| 2014 | Laurens Vanthoor                                       | Não realizada                                     | Andrea Rizzoli Stefano Gai                             | Francisco Guedes Peter Mann                                 | não realizada (descontinuada)                 |
| 2015 | Wolfgang Reip Alex Buncombe Katsumasa Chiyo            | Não realizada                                     | Duncan Cameron Matt Griffin                            | Ian Loggie Julian Westwood                                  | não realizada (descontinuada)                 |
| 2016 | Rob Bell Côme Ledogar Shane van Gisbergen              | Não realizada                                     | Alessandro Bonacini Michał Broniszewski Andrea Rizzoli | Vadim Gitlin Liam Talbot Marco Zanuttini                    | não realizada (descontinuada)                 |
| 2017 | Mirko Bortolotti Andrea Caldarelli Christian Engelhart | Não realizada                                     | Jonathan Adam Ahmad Al Harthy                          | Jacques Duyver David Perel Marco Zanuttini                  | não realizada (descontinuada)                 |
| 2018 | Yelmer Buurman Maro Engel Luca Stolz                   | Alex Fontana Mikaël Grenier Adrian Zaugg          | Chris Buncombe Nick Leventis Lewis Williamson          | Adrian Amstutz Leo Machitski                                | não realizada (descontinuada)                 |
| 2019 | Andrea Caldarelli Marco Mapelli                        | Nico Bastian Timur Boguslavskiy Felipe Fraga      | Ahmad Al Harthy Charlie Eastwood Salih Yoluç           | Adrian Amstutz Leo Machitski                                | não realizada (descontinuada)                 |
| 2020 | Alessandro Pier Guidi                                  | Patrick Kujala Alex MacDowall Frederik Schandorff | Chris Goodwin Alexander West                           | Stéphane Tribaudini                                         | não realizada (descontinuada)                 |

### Equipas
| Ano  | Pro Cup (2011–2015) Geral (2016–) | Silver Cup         | Pro-Am CUp                     | Gentlemen Trophy (2011–2014) Am Cup (2015–) | GT4                           |
| ---- | --------------------------------- | ------------------ | ------------------------------ | ------------------------------------------- | ----------------------------- |
| 2011 | Belgian Audi Club                 | Não realizada      | Vita4One                       | Ruffier Racing                              | RJN Motorsport                |
| 2012 | Belgian Audi Club Team WRT        | Não realizada      | AF Corse                       | Sainteloc Racing                            | não realizada (descontinuada) |
| 2013 | Marc VDS Racing Team              | Não realizada      | Nissan GT Academy Team RJN     | SOFREV Auto Sport Promotion                 |                               |
| 2014 | Belgian Audi Club Team WRT        | Não realizada      | Scuderia Villorba Corse        | AF Corse                                    |                               |
| 2015 | Belgian Audi Club Team WRT        | Não realizada      | AF Corse                       | AKKA ASP                                    |                               |
| 2016 | Garage 59                         | Não realizada      | Kessel Racing                  | Kessel Racing                               |                               |
| 2017 | Bentley Team M-Sport              | Não realizada      | Oman Racing Team with TF Sport | Kessel Racing                               |                               |
| 2018 | (Mercedes-AMG Team) Black Falcon  | Não realizada      | 961 Corse / AF Corse           | Barwell Motorsport                          |                               |
| 2019 | Orange1 FFF Racing Team           | AKKA ASP Team      | Oman Racing with TF Sport      | Barwell Motorsport                          |                               |
| 2020 | SMP Racing / AF Corse             | Barwell Motorsport | Garage 59                      | CMR                                         |                               |